# Carex pterocarpa
Carex pterocarpa är en halvgräsart som beskrevs av Donald Petrie. Carex pterocarpa ingår i släktet starrar, och familjen halvgräs. Inga underarter finns listade i Catalogue of Life.